# Ponson-Dessus
Ponson-Dessus é uma comuna francesa na região administrativa da Nova Aquitânia, no departamento dos Pirenéus Atlânticos. Estende-se por uma área de 10,81 km². Em 2010 a comuna tinha 266 habitantes (densidade: 24,6 hab./km²).